# Festival international du film de Moscou 2019
Le Festival international du film de Moscou 2019, 41e édition du festival, se déroule du 18 au 25 avril 2019.

## Déroulement et faits marquants
Le 25 avril 2019, le palmarès est dévoilé. Le film kazakh Trening litchnostnogo rosta de Farkhat Charipov remporte le Grand Prix. Le Prix du meilleur réalisateur est remis au réalisateur italien Valerio Mastandrea pour Ride. L'actrice iranienne Soha Niasti remporte le prix d'interprétation féminine pour son rôle dans Sale dovom daneshkadeh man (fa) (سال دوم دانشکده من) et le prix d'interprétation masculine est remporté par l'acteur finlandais Tommi Korpela pour son rôle dans Tyhjiö. Le Prix spécial du jury est remis au film chinois Háiyáng dòngwù (ru) de Zhang Chi .

## Jury
- Kim Ki-duk (président du jury), réalisateur
- Semih Kaplanoğlu, réalisateur
- Valia Santella, réalisatrice
- Irina Apeksimova, actrice
- Maria Järvenhelmi, actrice

## Sélection

### En compétition internationale
- Háiyáng dòngwù (ru) de Zhang Chi  Chine
- Jam de Sabu  Japon
- Ride de Valerio Mastandrea  Italie
- Lune de miel d'Élise Otzenberger  France
- Sale dovom daneshkadeh man (fa) (سال دوم دانشکده من) de Rasoul Sadrameli  Iran
- Saturday Afternoon de Mostofa Sarwar Farooki  Bangladesh
- Un dimanche (ru) (Воскресенье) de Svetlana Proskourina  Russie
- The Mover (Tēvs Nakts) de Dāvis Sīmanis  Lettonie
- Trening litchnostnogo rosta de Farkhat Charipov  Kazakhstan
- Le Soleil ne se couche jamais au-dessus de ma tête (ru) de Lioubov Borissova  Russie
- Trap de Seyid Çolak  Turquie
- Tyhjiö d'Aleksi Salmenperä  Finlande
- To the Lake de Pavel Kostomarov (ru)  Russie

## Palmarès
- Grand Prix : Trening litchnostnogo rosta de Farkhat Charipov
- Prix du meilleur réalisateur : Valerio Mastandrea pour Ride
- Prix de la meilleure actrice : Soha Niasti pour son rôle dans Sale dovom daneshkadeh man (fa) (سال دوم دانشکده من)
- Prix du meilleur acteur : Tommi Korpela pour son rôle dans Tyhjiö
- Prix spécial du jury : Háiyáng dòngwù (ru) de Zhang Chi